# اگ-ویو
ایگوس-ویوز، اریگ (به فرانسوی: Aigues-Vives, Ariège) یک کمون در فرانسه است که در Canton of Mirepoix واقع شده‌است.

## خصوصیات
ایگوس-ویوز ۵٫۱۶ کیلومترمربع مساحت و ۵۵۹ نفر جمعیت دارد و ۴۱۰ متر بالاتر از سطح دریا واقع شده‌است.